# Brilliance

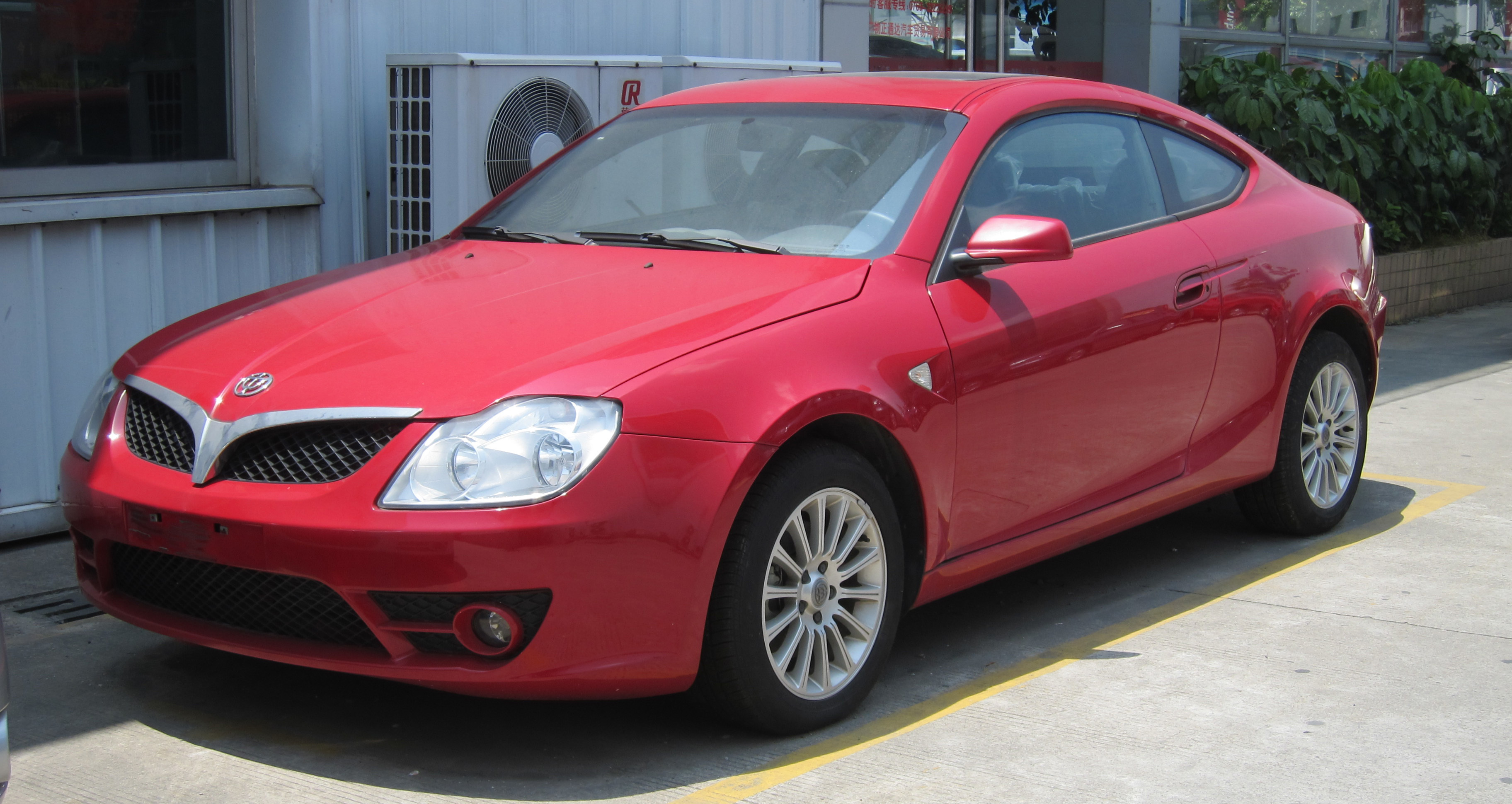
Brilliance BC3

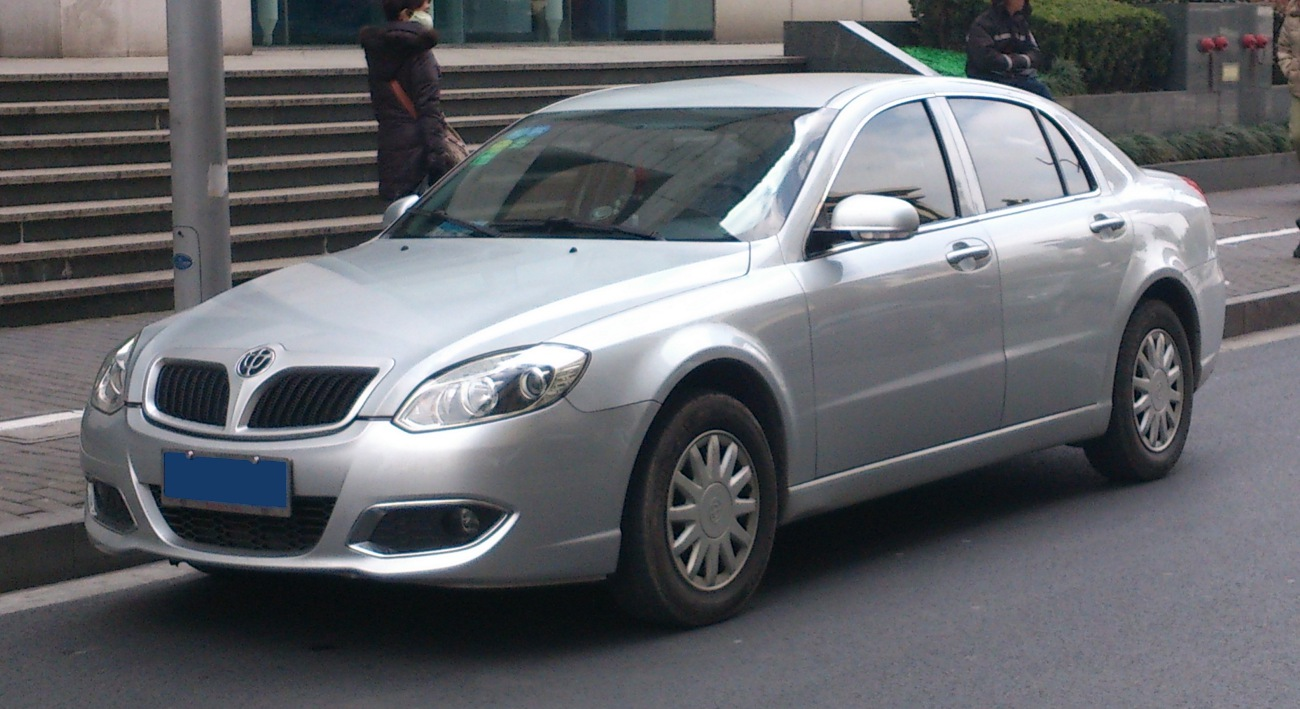
Brilliance M2 Junjie

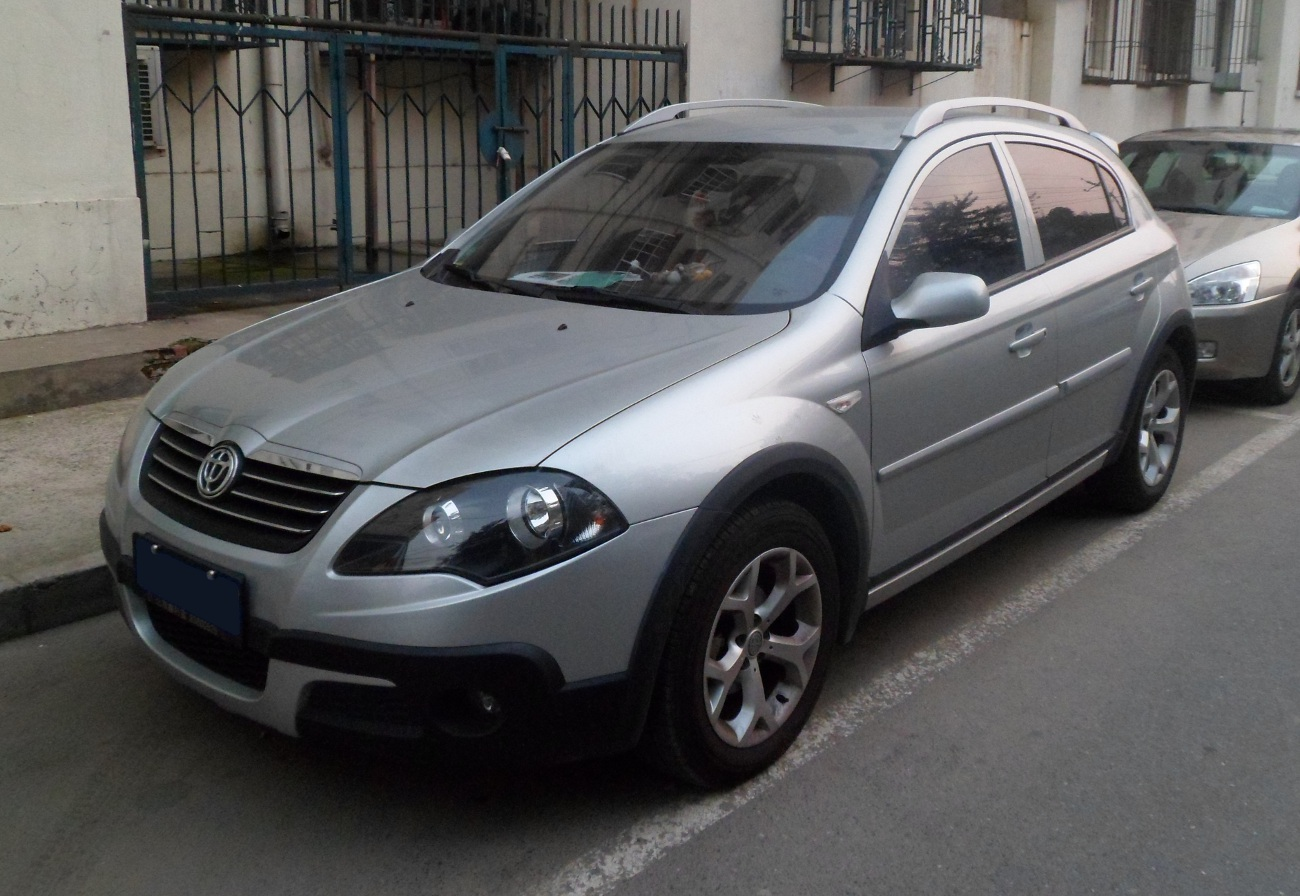
Brilliance M2 Junjie Cross

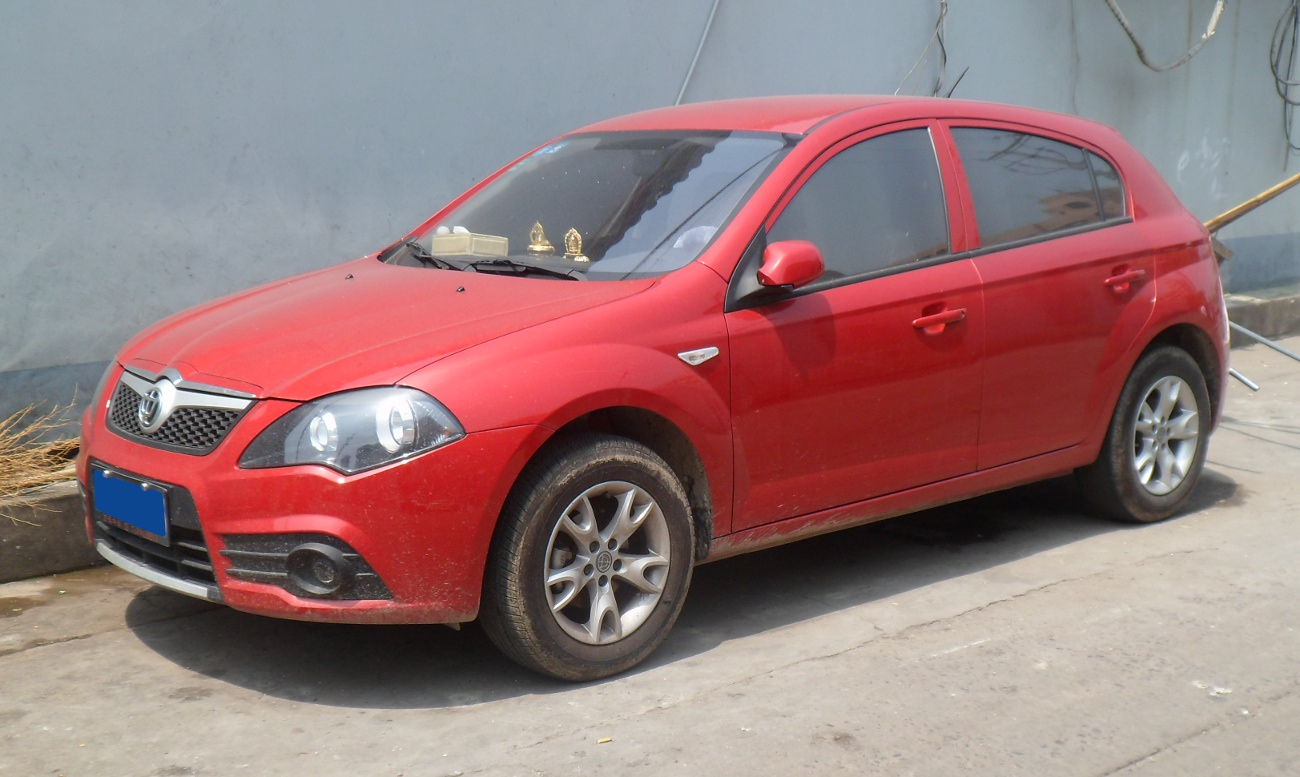
Brilliance M2 Junjie FRV

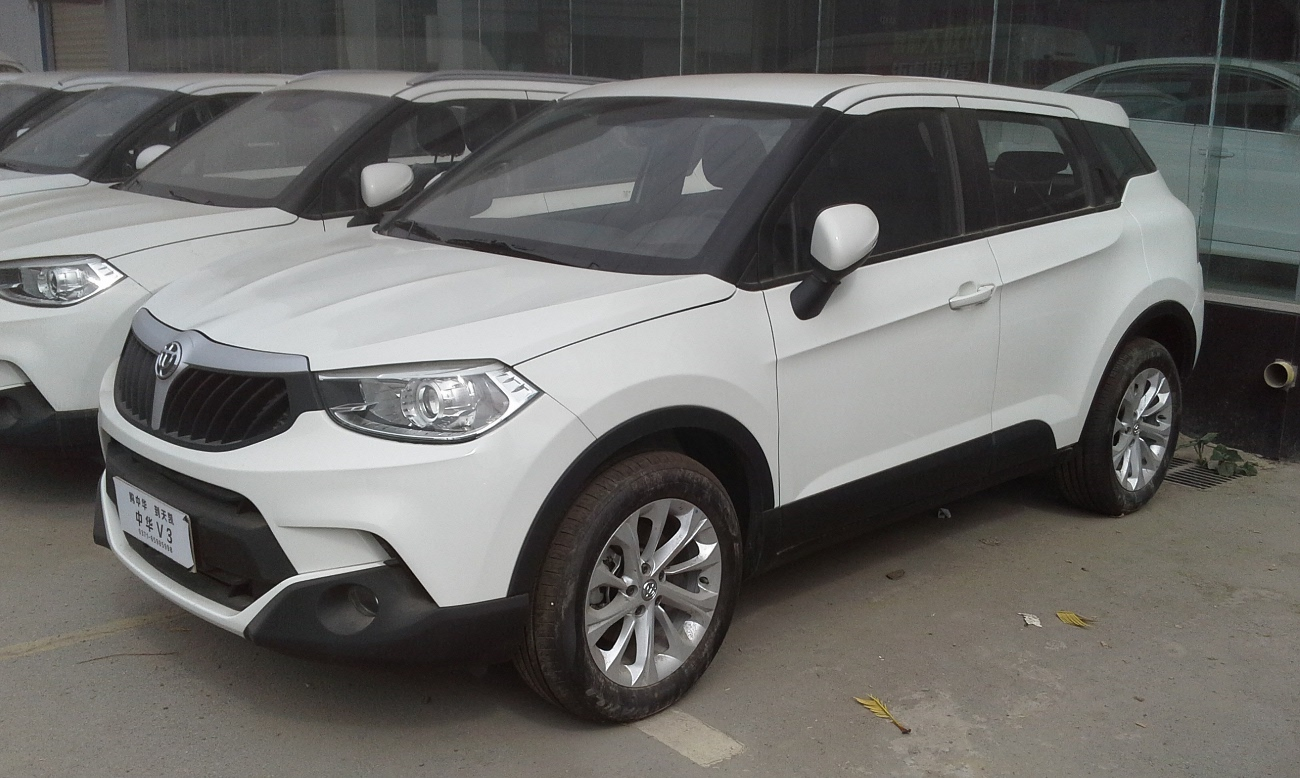
Brilliance V3

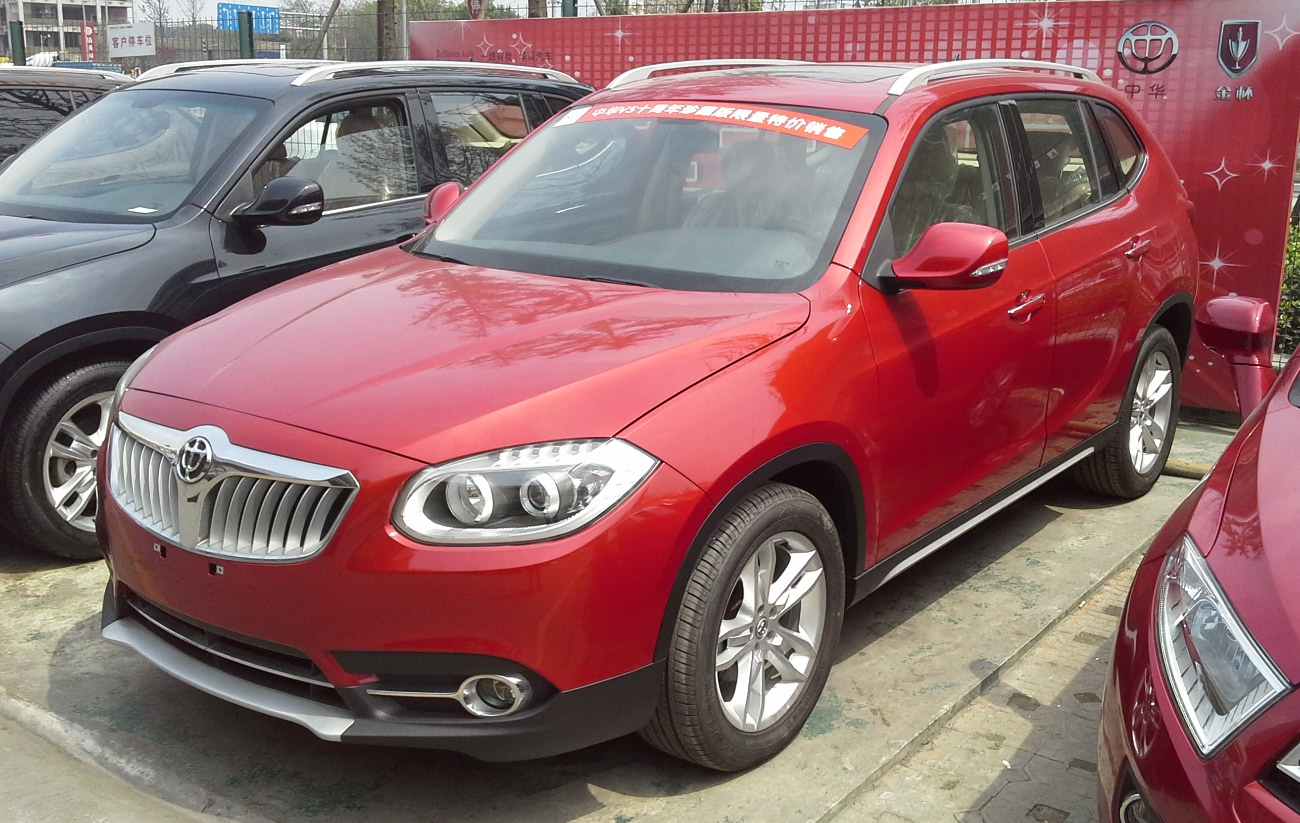
Brilliance V5

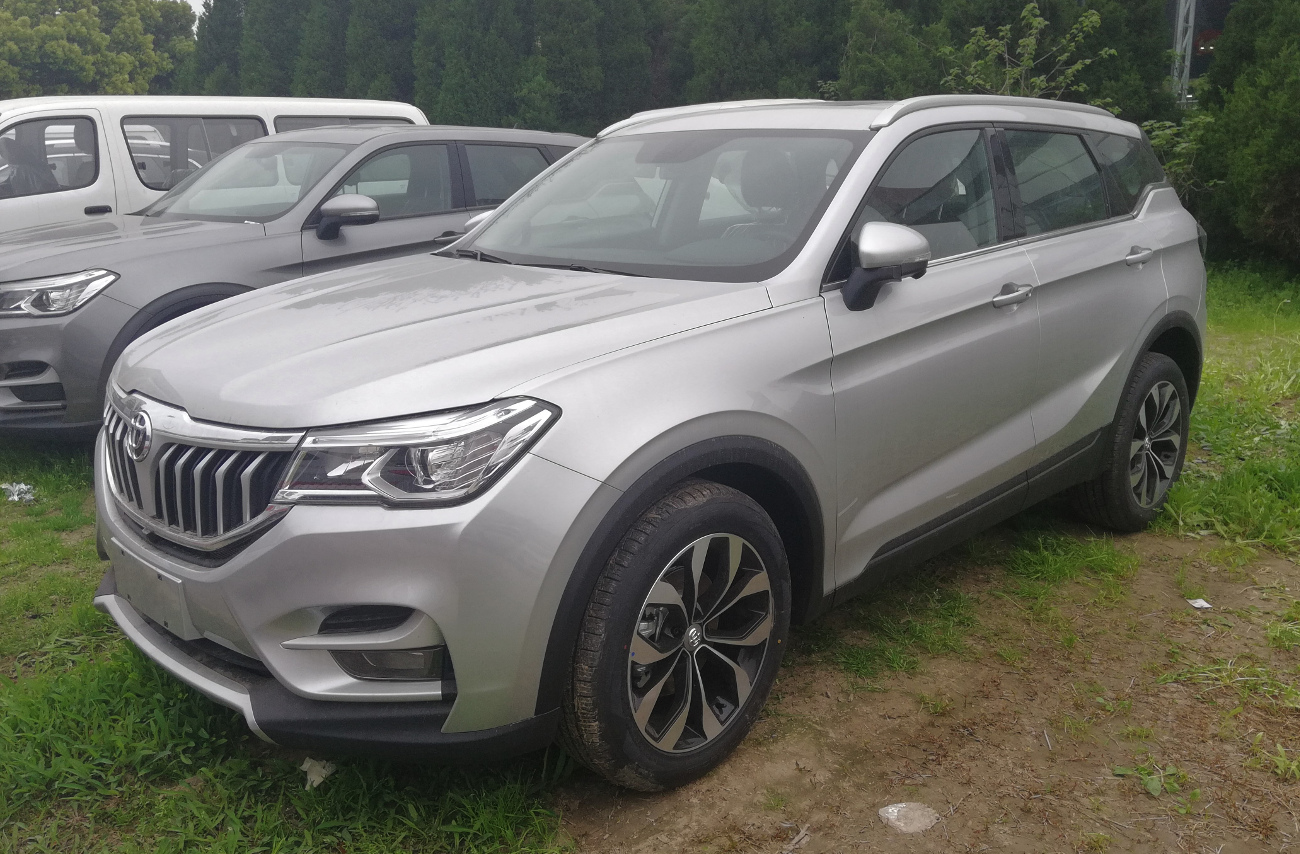
Brilliance V6

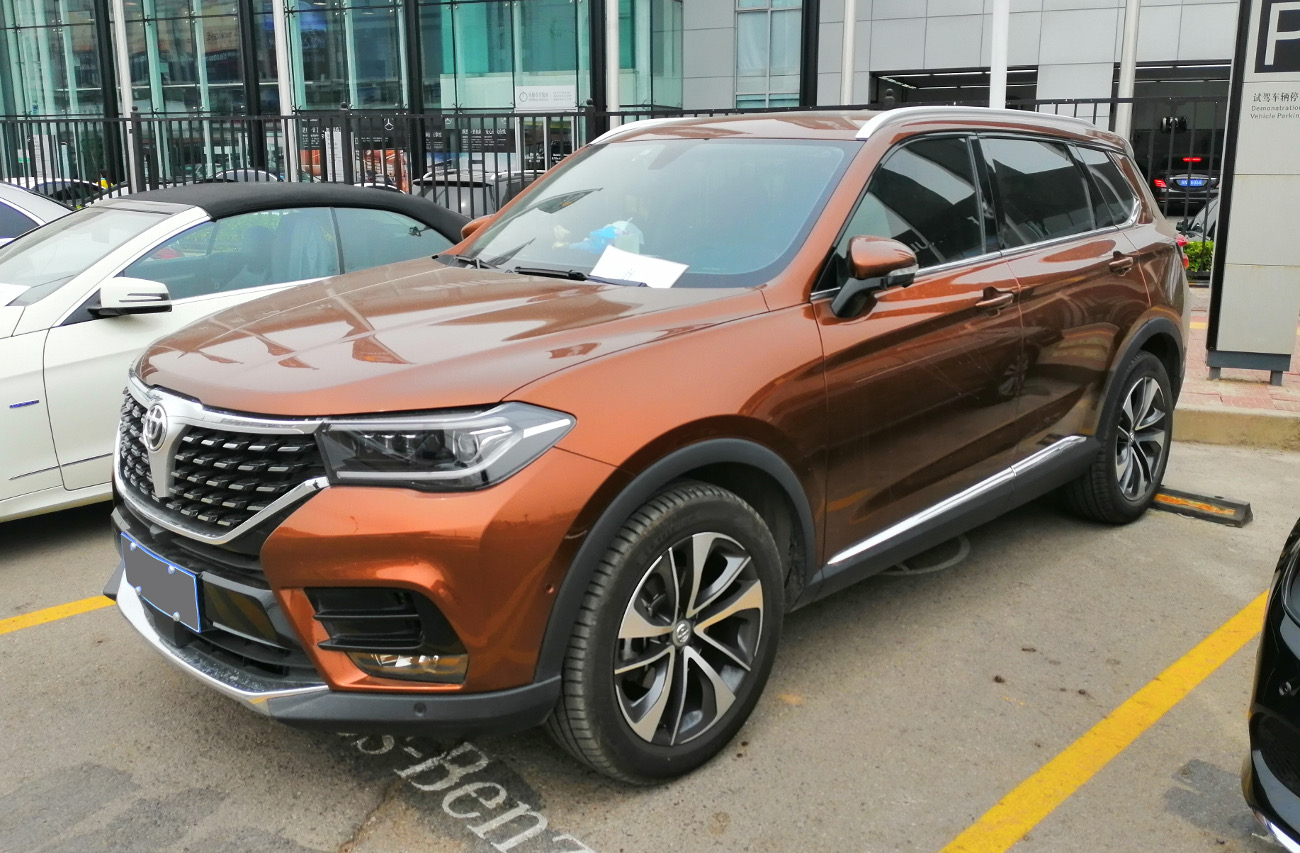
Brilliance V7

Brilliance war eine Automarke aus der Volksrepublik China.

## Markengeschichte
Diese Marke wurde 2000 eingeführt. Im Angebot stehen Automobile. Hersteller war zunächst ausschließlich Shenyang Brilliance Jinbei Automobile aus Shenyang, Teil des Konzerns Brilliance China Automotive Holdings. Die Produktion der Zhonghua-Limousinen wurde im Dezember 2009 an Huachen Automotive Group Holding abgegeben.
Es ist unklar, wie es mit der Marke weitergeht. Renault hat 49 % der Anteile an Shenyang Brilliance Jinbei Automobile übernommen und das Unternehmen in Renault Brilliance Jinbei Automotive umbenannt. Dieses Joint Venture meldete Ende 2021 Insolvenz an. Bereits im November 2020 wurde ein Insolvenzverfahren gegen den Mutterkonzern eingeleitet. Die letzten Verkäufe von Fahrzeugen sind auf dem chinesischen Markt ebenfalls für November 2020 überliefert.

## Fahrzeuge
Der Brilliance Zhonghua wurde im Dezember 2000 präsentiert und ab 2001 verkauft. Der Konzern gibt dafür den August 2002 an – allerdings sind Zulassungen im Jahr 2001 überliefert.
Im Dezember 2004 folgte der Brilliance Zunchi. Eine andere Quelle gibt außer Zunchi die Bezeichnungen Grandeur und BS6 an.
Auf der Leipzig Motor Show 2005 wurde der Brilliance Junjie vorgestellt, der im Januar 2006 in Produktion ging. Eine andere Quelle nennt die Bezeichnungen Junjie, Splendor und BS4 sowie den März 2006 als Produktionsbeginn. Der Konzern bestätigt 2006. 2008 ergänzte ein Kombi auf dieser Basis das Sortiment. Der Konzern präzisiert auf Dezember 2008. Das Modell wurde auch in Deutschland angeboten.
Im April 2007 wurde der FRV (in einer anderen Quelle M2 Junjie FRV) auf der Auto Shanghai gezeigt. Laut Konzern wurde er im Juni 2008 auf dem Markt eingeführt.
Das Coupé BC3 (in einer anderen Quelle M3 Kubao) folgte. Der Konzern gibt dafür den September 2007 an.
Der Junjie Cross erschien im Juni 2009 und der Junjie FSV im Juli 2009.

## Modellübersicht
Die Modellpalette von Brilliance ist etwas unübersichtlich, da die Modelle in manchen Märkten unterschiedliche Namen tragen. Die folgende Liste richtet sich nach den Angaben der Neuzulassungen in China, die seit 2003 einsehbar sind.
- H3: 2017–2019[9]
- H220: 2013–2018[10]
- H230: 2012–2020[11]
- H330: 2013–2020[12]
- H530: 2011–2020[13]
- M1 Zunchi: 2003–2016[14] / in Europa BS6 genannt: 2007–2010[15]
- M2 Junjie: 2006–2016[16] / in Europa BS4 genannt: 2009–2010[17]
- M2 Junjie Cross: 2009–2016[18]
- M2 Junjie FRV: 2008–2020[19]
- M2 Junjie FSV: 2009–2020[20]
- M2 Junjie Wagon: 2013–2014[21]
- M3 Kubao: 2009–2016[22]
- V3: 2015–2020[23]
- V5: 2011–2020[24]
- V6: 2017–2020[25]
- V7: 2018–2020[26]

## Stückzahlen
2001 wurden 300 Fahrzeuge gefertigt. In den drei Folgejahren waren es 9.042, 27.054 und 11.806.
Eine andere Quelle nennt für die Jahre 2005 und folgend 7.166, 63.298 und 113.839 Fahrzeuge, wobei unklar bleibt, ob es Produktions- oder Zulassungszahlen sind.
Zulassungszahlen in China sind seit 2003 bekannt. In dem Jahr waren es 25.599. 2006 wurden 60.588 erreicht. 2013 war das bisher beste Jahr mit 188.143 Zulassungen. 2020 fiel die Zahl auf 7.465.